# Fischer Mária
Fischer Mária (Pécsvárad, 1937. október 20. – Hosszúhetény, 2012. november 3.), Simon Pálné kelet-mecseki magyar író és pedagógus volt, az egyik legrövidebb pályájú magyar költő. Irodalmi karrierje idős korában indult és csak néhány évig tartott: az első verseskötete 66 éves korában jelent meg.

## Pályája
Szegény bányászcsaládban született Pécsváradon, a Zengőalján. Édesanyja Farkas Anna, édesapja Fischer János bányász volt.
A helyi általános iskolába járt, középiskolába Pécsett, majd ugyanitt elvégezte a tanítóképzőt. 1957 és 1959 között Pécsváradon tanított, majd Simon Pállal kötött házassága után a szomszédos Hosszúheténybe költözött, és ott élte le az életét.
Verseket már korábban is írt, de elégette őket, és csak nyugdíjba vonulása után kezdett el velük komolyan foglalkozni, azonnal elismerést aratva. Verseit a Mozgó Világ és a Holmi folyóiratok rendszeresen közölték.
Álomház című kötete 2003-as megjelenése után egy interjúban elmondta, hogy kilencéves kora óta írt-verselt, meg is jelent itt-ott. Felnőttként úgy döntött, hogy a hivatása és a családja a fontosabb, de gyakorlatilag folyamatosan írogatott. "- Amikor költözködtünk, mindig elégettem a verseket, valahogy új világ kezdődött. Például észrevettem, hogy egy időben szentimentális lettem, és ez nagyon nem tetszett, jó is, hogy ezektől a régi dolgoktól meg tudtam szabadulni" - mondta az Új Dunántúli Naplónak.
Több figyelmet az irodalomra 80-as évek végétől kezdett el fordítani, amikor a gyerekei felnőőtek. Verseit a Holmi, a Hitelben, az Új Forrás, a Műhely, a Mozgó Világ és a Somogy folyóiratok közölték. Pályáját Kiss Dénes, Várady Szabolcs, Tüskés Tibor egyengették. A kezdeti szabadversekről a kötete megjelenését megelőző évekre az erősen kötött, időmértékes formákra tért át. "A gondolat jön vagy sem, de ha megvan, az építkezés könnyen megy. De a megformálással valóban sokat bíbelődöm, gyötröm a sok anapestust, spondeust, ez a része egy kicsit olyan, mint a matematika, mindennek stimmelnie kell a végén!" - mondta az interjúban.
Miután 2007-ben a férje elhunyt, már alig írt verseket. Aktív, termékeny írói korszaka így gyakorlatilag csak négy évet ölelt fel.

### Kötetei
- Álomház (2003)
- Piros mezők (2006). Ebben a könyvben a gyermekkoráról írt.
- Máshol fürdik a hold (2008)

## Családja
Két gyermeke van, Györgyi és Szilárd, és egy unokája.

## Díjai
- Hosszúhetényért Kitüntető Díj (2006)[4]